# Roald Flemestad
Roald Nikolai Flemestad (Sørum, 13 aprile 1943) è un vescovo norvegese della Chiesa Cattolica Nordica, con sede di esercizio del ministero episcopale ad Oslo. È attualmente uno dei vescovi appartenenti all'Unione di Scranton.

## Biografia
Monsignor Roald Nikolai Flemestad è sposato dal 1969 con Kirsten Broch e ha due figli e due nipoti. Nel 1968 ha conseguito il master in teologia presso la Libera Facoltà Luterana di Teologia di Oslo e, nel 1970, il Dottorato in Scienze Religiose presso la Facoltà di Teologia Protestante dell’Università di Strasburgo. Ha svolto gli studi di post-dottorato dal 1971 al 1973 presso la Facoltà Cattolica di Teologia dell’Università di Tübingen, avendo come tutor il Cardinale Walter Kasper.
È stato professore associato di Storia della Chiesa e Dogmatica dal 1976 al 1998 presso il Collegio universitario «Diakonhjemmet» di Oslo. Dal 1990 al 2003 è stato portavoce della Norwegian Church Union (Kirkelig Fonyelse).
Ha svolto il proprio servizio ministeriale nella Chiesa di Norvegia dal 1968 al 1993 diventandone pastore nel 1976. Appartenendo alla Chiesa Luterana "alta" ha potuto collaborare con il movimento anglicano Forward in Faith.
Nel 1993 ha deciso di lasciare la Chiesa di Norvegia opponendosi alle riforme intraprese in quegli anni riguardanti importanti questioni teologiche e morali. Roald Flemestad divenne il punto di riferimento del movimento separatista che doveva includere tutti gli ex pastori norvegesi in cerca di una realtà ecclesiale più tradizionale. Il motivo del definitivo allontanamento dalla Chiesa di Norvegia fu l'elezione al rango episcopale di Rosemarie Köhn per la diocesi luterana di Hamar. A seguito di un riavvicinamento da parte alcuni pastori alla prassi tradizionale della Chiesa si decise di procedere, nel 1999, al conferimento dell'ordinazione presbiterale ad alcuni ex luterani, tra cui lo stesso Roald Flemestad. Quest'ultimo ha ricevuto l'ordine del presbiterato ad Oslo dalle mani del vescovo della diocesi di Buffalo-Pittsburg (PNCC) Thaddeus Peplowski, della Chiesa cattolica nazionale polacca.
Ha preceduto monsignor Ottar Mikael Myrseth nell’incarico di Vicario Generale della Chiesa Cattolica Nordica in Scandinavia dal 2002 al 2011 ed è stato eletto Vescovo primate della stessa nel 2010. Ha quindi ricevuto la consacrazione episcopale il 25 luglio 2011 a Scranton, dalle mani del Primate della PNCC e vescovo della Diocesi Occidentale Dr. Mons. Anthony Mikovsky. Lo stesso Mikovsky ha inviato una missiva all'allora Nunzio Apostolico in Norvegia Arcivescovo Emil Paul Tscherrig, il quale rispose affermando il suo compiacimento per la scelta intrapresa dalla PNCC ed augurandosi che il vescovo Flemestad possa incrementare il dialogo e le relazioni fra la Chiesa Cattolica Nordica e quella Romana in Scandinavia.
Flemestad si è insediato nella Cattedrale di San Giovanni Battista ad Oslo il 6 agosto dello stesso anno, assumendo anche funzioni di responsabilità per l'Europa dell'Unione di Scranton.
Nel 2013 ha accettato di porre sotto la propria protezione la Chiesa vecchio-cattolica in Italia, incardinandola come vicariato italiano della Chiesa Cattolica Nordica. Per delega del vescovo della Diocesi di Buffalo-Pittsburgh ha conferito l'ordinazione presbiterale a padre Paolo Leone, coadiutore per il ministero della PNCC in Italia.
Il 16 Marzo 2016 è stato insignito del titolo di Accademico Onorario dell'Accademia Teutonica Enrico VI di Hohenstaufen.
Il giorno 11 Ottobre 2021 ha conferito l'ordinazione episcopale a Ottar Mikael Myrseth nella cattedrale di Oslo.
È autore di circa 100 pubblicazioni relative alla dogmatica, storia della chiesa e critica culturale.

## Genealogia episcopale
La genealogia episcopale è:
- Cardinale Scipione Rebiba
- Cardinale Giulio Antonio Santori
- Cardinale Girolamo Bernerio, O.P.
- Arcivescovo Galeazzo Sanvitale
- Cardinale Ludovico Ludovisi
- Cardinale Luigi Caetani
- Vescovo Giovanni Battista Scanaroli
- Cardinale Antonio Barberini iuniore
- Arcivescovo Charles-Maurice le Tellier
- Vescovo Jacques Bénigne Bossuet
- Vescovo Jacques de Goyon de Matignon
- Vescovo Dominique Marie Varlet
- Arcivescovo Petrus Johannes Meindaerts
- Vescovo Johannes van Stiphout
- Arcivescovo Walter van Nieuwenhuisen
- Vescovo Adrian Jan Broekman
- Arcivescovo Jan van Rhijn
- Vescovo Gisbert van Jong
- Arcivescovo Willibrord van Os
- Vescovo Jan Bon
- Arcivescovo Johannes van Santen
- Arcivescovo Hermann Heykamp
- Vescovo Casparus Johannes van Rinkel
- Arcivescovo Gerardus Gul
- Vescovo Franciszek Hodur
- Vescovo Leon Grochowski
- Vescovo Francis Rowinski
- Arcivescovo Jan Swantek
- Arcivescovo Robert Nemkovich
- Arcivescovo Anthony Mikovsky
- Vescovo Roald Nikolai Flemestad

## Successione apostolica
La successione apostolica è:
- Vescovo Ottar Mikael Myrseth